# Балада за Джак и Роуз
„Балада за Джак и Роуз“ (на английски: The Ballad of Jack and Rose) е американски филм от 2005 година, драма на режисьорката Ребека Милър по неин собствен сценарий.
В центъра на сюжета е момиче с влошаващо се здраве, израснало само с баща си на самотен остров, където той се опитва да създаде семейство. Главните роли се играят от Камила Бел, Даниъл Дей-Люис и Катрин Кийнър.